# Issigau

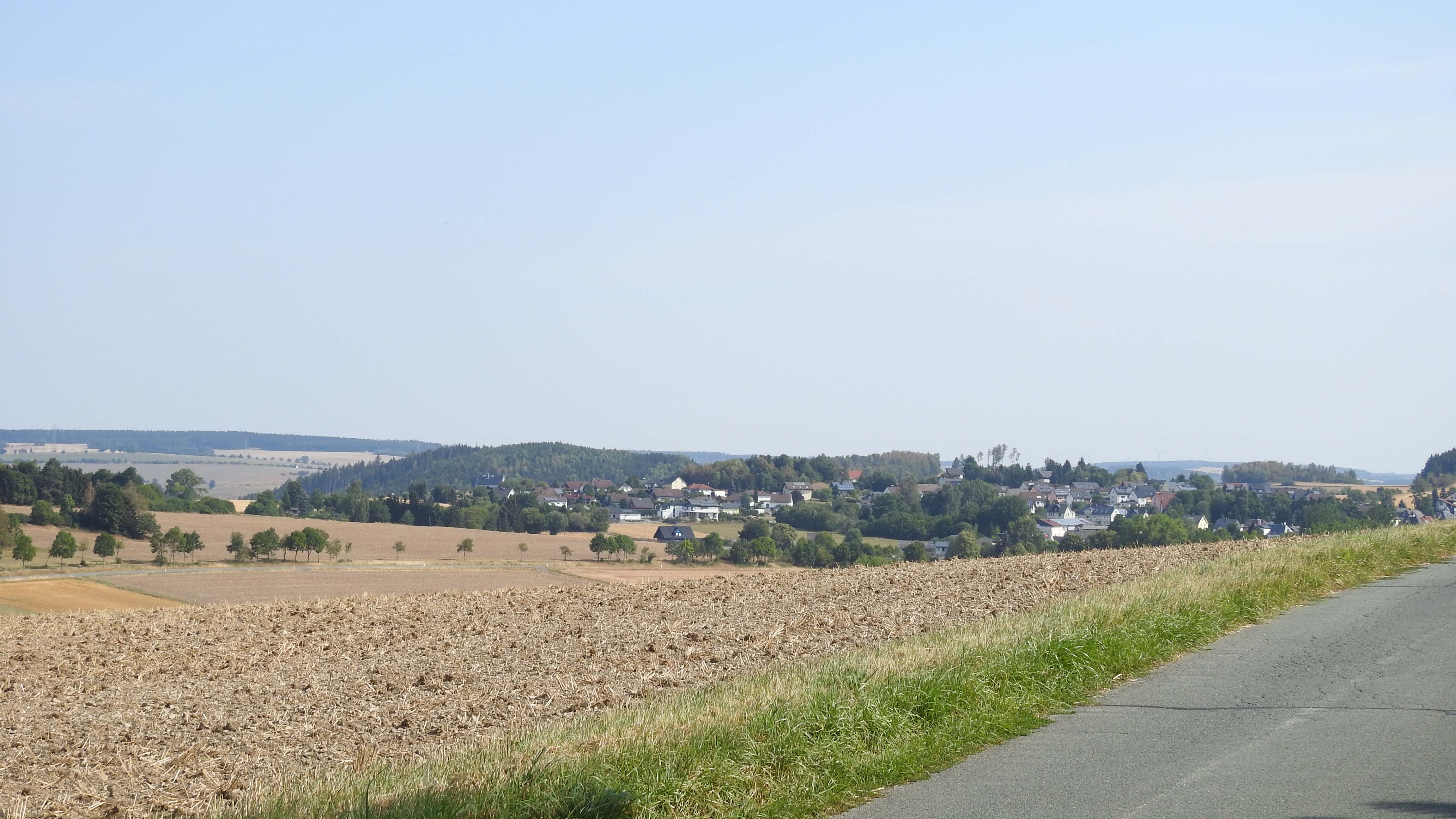
Issigau von Südwesten

Issigau (oberfränkisch: Nissja) ist eine Gemeinde im Landkreis Hof in Oberfranken und der Hauptort dieser Gemeinde.

## Geographie

### Geographische Lage
Die Gemeinde liegt am östlichen Rand des Naturparks Frankenwald. Das Gemeindegebiet wird von der Issig, einem Nebenfluss der Selbitz, durchquert. Die Flüsse Selbitz und Saale bilden im Norden und Westen die Gemeindegrenze. Beim Gemeindeteil Unterwolfstein, gegenüber von Blankenstein, mündet die Selbitz in die Saale. Im Nordwesten liegt das Höllental teilweise auf dem Gemeindegebiet.

### Nachbargemeinden
Angrenzende Gemeinden sind:
|             | Rosenthal am Rennsteig Saale-Orla-Kreis Thüringen |      |
| Lichtenberg | Kompassrose, die auf Nachbargemeinden zeigt       | Berg |
|             | Naila                                             |      |

### Gemeindegliederung
Die Gemeinde hat 14 Gemeindeteile (in Klammern ist der Siedlungstyp angegeben):
- Eichenstein (Dorf)
- Griesbach (Dorf)
- Heinrichsdorf (Einöde)
- Issigau (Pfarrdorf)
- Kemlas (Dorf)
- Kupferbühl (Einöde)
- Neuenmühle (Einöde)
- Preußenbühl (Einöde)
- Reitzenstein (Dorf)
- Saarhaus (Einöde)
- Sinterrasen (Einöde)
- Untereichenstein (Einöde)
- Unterwolfstein (Einöde)
- Wolfstein (Weiler)

Die Einöde Hollerhöh zählt zum Gemeindeteil Issigau, Oberkemlas und Unterer Kemlas zählen zum Gemeindeteil Kemlas.
Es gibt auf dem Gemeindegebiet die Gemarkungen Eichenstein, Issigau, Kemlas und Reitzenstein. Die Gemarkung Issigau hat eine Fläche von 6,087 km² und ist in 1209 Flurstücke aufgeteilt, die eine durchschnittliche Fläche von 5034,41 m² haben. In ihr liegen die Gemeindeteile Heinrichsdorf, Neuenmühle, Preußenbühl und Saarhaus.

### Meteorit Issigau
Am 4. April 2020 wurde der Meteorit Issigau mit einem Gewicht von 136,4 Kilogramm und der Größe von 60 cm × 35 cm × 21 cm im Gemeindeteil Reitzenstein bei Erdarbeiten gefunden. In den Medien wird der Meteorit als „der größte und schwerste jemals in Deutschland gefundene Meteorit“ bezeichnet.

## Geschichte

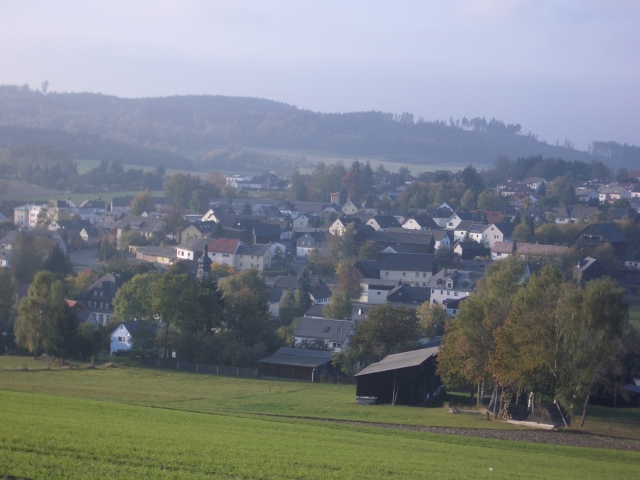
Issigau, Panorama

Der Ort wurde 1398 als „Ysiger“ erstmals urkundlich erwähnt. Dem Ortsnamen liegt slawisch izgarъ ‚Schlacke‘ zugrunde, weist also auf eine vorausgegangene Rodung durch Abbrennen hin. Die Schreibweise des Ortsnamens variierte im Laufe der Zeit zwischen „Ißiga“, „Ißigau“, „Iſsigau“, „Iſſigau“ und „Isſigau“.
Das Dorf war zuerst ein Teil des Rittergutes Reitzenstein. Später wurde Issigau eigenständiges Rittergut.
Zur Realgemeinde Issigau gehörte Griesbach. Gegen Ende des 18. Jahrhunderts bestand Issigau aus 65 Anwesen und einer Kirche. Die Hochgerichtsbarkeit sowie die Dorf- und Gemeindeherrschaft hatten das Rittergut Issigau und das Rittergut Issigau gemeinsam inne. Grundherren waren das Rittergut Issigau (1 Mühle, 1 Halbhof, 1 Gut, 3 Gütlein, 8 Häuser, 20 Tropfhäuser) und das Rittergut Issigau (7 Güter, 1 Söldengut, 1 Haus, 19 Tropfhäuser). Das Schloss war herrschaftlicher Besitz, die Schule und das Hirtenhaus gehörten der Gemeinde.
Von 1797 bis 1810 unterstand Issigau dem Justiz- und Kammeramt Hof. Infolge des Ersten Gemeindeedikts wurde 1812 der Steuerdistrikt Issigau gebildet. Zu diesem gehörten Eichenstein, Griesbach, Heinrichsdorf, Kemlas, Kupferbühl, Neuenmühle, Preußenbühl, Reitzenstein, Saarhaus, Sinterrasen und Wolfstein. Zugleich entstand die Ruralgemeinde Issigau mit den Orten Heinrichsdorf, Neuenmühle und Saarhaus. Sie war in Verwaltung und Gerichtsbarkeit dem Landgericht Naila zugeordnet und in der Finanzverwaltung dem Rentamt Lichtenberg (1919 in Finanzamt Lichtenberg umbenannt, seit 1955 Finanzamt Naila). Ab 1862 gehörte Issigau zum Bezirksamt Naila (1939 in Landkreis Naila umbenannt). Die Gerichtsbarkeit blieb beim Landgericht Naila (1879 in Amtsgericht Naila umgewandelt). 1920 wurde die Einöde Preußenbühl von der Gemeinde Reitzenstein an Issigau abgetreten. 1964 hatte die Gemeinde eine Fläche von 6,084 km².

### Eingemeindungen
Anlässlich der Gebietsreform in Bayern wurde am 1. Januar 1975 Gemeinde Kemlas eingegliedert. Am 1. Mai 1978 kam der überwiegende Teil der aufgelösten Gemeinde Reitzenstein hinzu.

### Einwohnerentwicklung
Im Zeitraum 1988 bis 2018 sank die Einwohnerzahl von 1241 auf 1011 um 230 bzw. um 18,5 %.
Gemeinde Issigau
| Jahr      | 1819   | 1840   | 1852   | 1861   | 1867   | 1871   | 1875   | 1880   | 1885   | 1890   | 1895   | 1900   | 1905   | 1910   | 1919   | 1925   | 1933   | 1939   | 1946   | 1950   | 1961   | 1970   | 1987   | 2000 | 2010   | 2015   | 2022   |
| Einwohner | 495    | 656    | 696    | 686    | 651    | 646    | 619    | 558    | 617    | 639    | 654    | 708    | 744    | 806    | 817    | 844    | 848    | 860    | 1066   | 1113   | 1010   | 993    | 1233   | 1221 | 1088   | 991    | 961    |
| Häuser    |        |        |        |        |        | 96     |        |        | 90     | 91     |        | 90     |        |        |        | 118    |        |        |        | 140    | 175    |        | 386    |      |        | 388    | 396    |
| Quelle    | [ 10 ] | [ 15 ] | [ 15 ] | [ 16 ] | [ 17 ] | [ 18 ] | [ 19 ] | [ 20 ] | [ 21 ] | [ 22 ] | [ 15 ] | [ 23 ] | [ 15 ] | [ 24 ] | [ 15 ] | [ 25 ] | [ 15 ] | [ 15 ] | [ 15 ] | [ 26 ] | [ 12 ] | [ 27 ] | [ 28 ] |      | [ 29 ] | [ 29 ] | [ 30 ] |

Ort Issigau
| Jahr      | 1819   | 1861   | 1871   | 1885   | 1900   | 1925   | 1950   | 1961   | 1970   | 1987   |
| Einwohner | *483   | 657    | 614    | 589    | 680    | 814    | 1087   | 990    | 974    | 857    |
| Häuser    |        |        |        | 85     | 85     | 112    | 134    | 169    |        | 256    |
| Quelle    | [ 10 ] | [ 16 ] | [ 18 ] | [ 21 ] | [ 23 ] | [ 25 ] | [ 26 ] | [ 12 ] | [ 27 ] | [ 28 ] |

## Politik und Öffentliche Verwaltung
Die Gemeinde ist Mitglied der Verwaltungsgemeinschaft Lichtenberg.
- CSU: 6
- PfB: 3
- SPD: 3

### Gemeinderat
Der Gemeinderat hat 12 Mitglieder, davon 6 CSU, 3 PfB (Parteifreie Bürger Issigau e. V., den Freien Wählern nahestehend) und 3 SPD (Stand 2020). Weiteres Mitglied und Vorsitzender des Gemeinderates ist der Bürgermeister. Bei der Kommunalwahl vom 15. März 2020 haben von den 858 stimmberechtigten Einwohnern in der Gemeinde Issigau 624 von ihrem Wahlrecht Gebrauch gemacht, womit die Wahlbeteiligung bei 72,73 % lag.

### Bürgermeister
Erster Bürgermeister Dieter Gemeinhardt (CSU) ist seit November 2000 im Amt. Bei der Kommunalwahl vom 15. März 2020 wurde er mit 71,83 % der Stimmen wiedergewählt.

### Wappen und Flagge
Wappen
| Wappen von Issigau | Blasonierung: „Durch eine eingeschweifte schwarze Spitze, darin schräg gekreuzt ein silberner Schlägel und ein silbernes Eisen, gespalten von Silber und Gold, belegt mit zwei einander zugewandten halben roten Flügeln, der vordere belegt mit einem silbernen Schräglinksbalken, der hintere mit einem silbernen Schrägbalken.“ |
| Wappen von Issigau | Wappenbegründung: Die Gemeinde Issigau besteht seit 1978 aus den ehemaligen Gemeinden Issigau und Reitzenstein. Die beiden Flügel mit den Schrägbalken sind die Helmzier des Wappens der Herren von Reitzenstein und erinnern an dieses alte fränkische Adelsgeschlecht, das im Gemeindegebiet seinen Stammsitz hatte sowie Schlösser in Issigau und Reitzenstein besaß. Der Schlägel und das Eisen weisen auf den ehemaligen Bergbau im Gemeindegebiet hin. Die Farben Schwarz, Silber, Rot und Gold sind die Farben der Territorial- und Lehensherren, der Markgrafen von Brandenburg-Bayreuth sowie der Herzöge und Kurfürsten von Sachsen. Dieses Wappen wird seit 1987 geführt. |

Flagge
Die Gemeinde hat keine Gemeindeflagge.

## Kultur und Sehenswürdigkeiten

### Bau- und Bodendenkmäler
- Simon-und-Judas-Kirche Issigau

### Wiedeturm
Der Wiedeturm ist ein 18,55 m hoher Aussichtsturm des Frankenwaldvereins. Er wurde 1903 etwa einen Kilometer nördlich des Gemeindeteils Wolfstein auf dem gleichnamigen 549 m ü. NHN hohen Berg Wolfstein errichtet. Namensgeber des Turms war Anton Wiede, der im einen Kilometer entfernten Blankenstein, einer am Südwestufer der Sächsischen Saale liegenden Gemeinde, die bis heute bestehende Papierfabrik Rosenthal betrieb. Der Wiedeturm steht nur wenige hundert Meter entfernt vom Treffpunkt der Wanderwege Rennsteig, Frankenweg und Fränkischer Gebirgsweg.

### Wanderdrehkreuz
Direkt an der Grenze zu Thüringen bei der Brücke über die Selbitz nach Blankenstein steht das Wanderdrehkreuz in Untereichenstein, wo vier überregionale Wanderwege aufeinandertreffen, nämlich der Rennsteig, der Frankenweg, der Kammweg Erzgebirge–Vogtland und der Fränkische Gebirgsweg. Große bebilderte Informationstafeln liefern detaillierte Informationen zu diesen Wanderwegen.

### Vereine

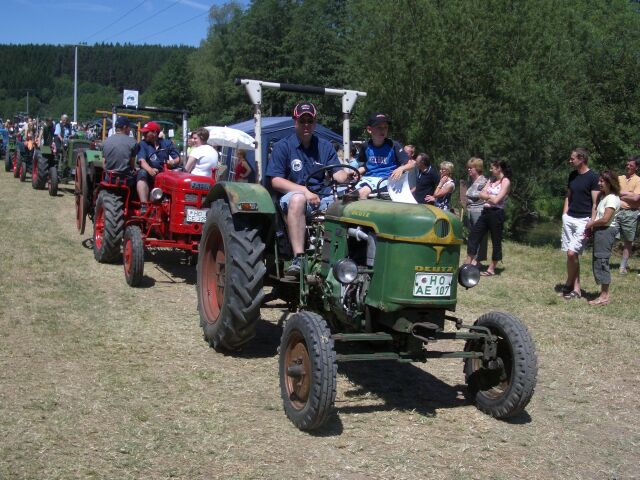
Traktorentreffen

- Der Turnverein (TV) Issigau organisiert seit 1897 den Sport in Issigau. Schwerpunkte sind heute Tanzen, Gymnastik und Einradfahren.
- Die Fußballmannschaft des VfL Issigau 1921 spielt in der Kreisklasse Frankenwald des Bayerischen Fußball-Verbandes.
- 1951 wurde der SC Eichenstein-Issigau gegründet. Der Verein war ursprünglich ein reiner Ski-Club und der Gemeindeteil Eichenstein eine der Wiegen des Skilanglaufes im Frankenwald. Bei ausreichender Schneelage wird eine Langlaufloipe Issigau–Reitzenstein–Sinterrasen–Griesbach–Issigau betrieben. Der Verein nimmt an Wettbewerben teil und ist neben dem Skilanglauf auch im Tischtennis aktiv.
- Der Bergknappenverein Issigau wurde 1959 gegründet. Der Verein erinnert an die Bergbautradition in Issigau. Jährlich im Dezember wird eine Barbarafeier veranstaltet.
- Die Traktorenfreunde Reitzenstein sammeln und pflegen alte Traktoren und nehmen mit diesen an Traktorentreffen in der Region und überregional teil. So ist der Verein auch bei den Oldtimer-Traktoren-Weltmeisterschaften vertreten.[40][41] Im Jahr 2008 wurden die Weltmeisterschaften am Großglockner in Österreich ausgetragen.
- In Issigau, Reitzenstein und Kemlas gibt es Freiwillige Feuerwehren und zugehörige Feuerwehrvereine.

### Regelmäßige Veranstaltungen
- Jedes Jahr findet im Sommer ein Dorffest statt.
- Im Gemeindeteil Reitzenstein veranstalten die Traktorenfreunde Reitzenstein jedes Jahr im Juni ein Traktorentreffen mit Geschicklichkeitsfahrten, Traktorenschau und einer Fahrt von Reitzenstein nach Issigau und wieder zurück.

## Wirtschaft und Infrastruktur

### Unternehmen
Folgende Unternehmen sind ansässig:
- Boscor Gruppe, Land- und Forstwirtschaftsgesellschaft
- Künzel-Holz, Säge- und Hobelwerk
- Gutsverwaltung Reitzenstein
- Campingplatz Schloss Issigau

### Verkehr
Die Staatsstraße 2198 führt nach Berg (4 km östlich) bzw. nach Hölle zur Staatsstraße 2195 (2,8 km südwestlich). Gemeindeverbindungsstraßen führen nach Kemlas zur Kreisstraße HO 8 (2,4 km nördlich), nach Reitzenstein (1,1 km östlich), nach Eichenstein und über Heinrichsdorf nach Marxgrün zur St 2195 (3,1 km südwestlich). Eine Anliegerstraße führt nach Wolfstein (1,3 km nordwestlich).
Zu Beginn des 20. Jahrhunderts gab es Überlegungen für eine Eisenbahnanbindung nach Hölle in Form einer Nebenbahn der Gruppe III. Vorgesehen waren folgende Stationen: Hölle (Bahnhof, Abzweig von der Bahnstrecke Triptis–Marxgrün), Neuenmühle=Eichenstein (Haltepuenkt), Issigau (Haltestelle) und Reitzenstein (Lbf.). In den Wirren der Kriegs- und Nachkriegszeit kam das Projekt zum Erliegen.